# Chloridolum estrellae
Chloridolum estrellae är en skalbaggsart som beskrevs av Hüdepohl 1992. Chloridolum estrellae ingår i släktet Chloridolum och familjen långhorningar.
Artens utbredningsområde är Filippinerna. Inga underarter finns listade i Catalogue of Life.